# Spiez (Schiff)
Die Spiez ist ein 1901 erbauter Schraubendampfer auf dem Thunersee. Nachdem das Schiff zwischen 1952 und 2008 als Motorschiff mit Dieselantrieb fuhr, erhielt es anlässlich einer Komplettrevision in den Jahren 2017–2021 eine neue Dampfmaschine und wird ab Sommer 2021 wieder durch die BLS-Schifffahrt eingesetzt. Das Spiezerli ist das älteste Schiff im Bestand der BLS Schifffahrt.

## Geschichte
Ursprünglich als Ausflugboot für den Sommer gebaut, wurde das Schiff schon 1912 für den Ganzjahrsbetrieb angepasst.
Nach einer äusserlichen Erneuerung 1949 wurde 1951/52 die Dampfmaschine durch einen Dieselmotor ersetzt. Bis 1974 stand das Schiff regelmässig im Fahrplandienst im Einsatz, bis 2007 wurde es für Extrafahrten eingesetzt. 1993/94 wurden dazu die gedeckten Räume vergrössert, so dass 70 Personen unter Dach Platz finden.

## Evaluation Erneuerung
Der Verein „Freunde der Dampfschifffahrt Thuner- und Brienzersee“ setzte sich für die Erneuerung des Schiffes als Schraubendampfer ein. Benötigt wurde eine Dampfmaschine von mindestens 110 kW (150 PS), entweder eine gebrauchte Maschine oder eine neu gebaute. Die 90 kW-Maschine des Dampfschiffs Lützelau, die im Dampfzentrum Winterthur steht, wurde untersucht, konnte aber wegen Rissen im Zylinderblock nicht aufgearbeitet werden.
Die ursprüngliche Absicht, den neuen Dampfkessel mit Holzpellets zu beheizen, wurde nicht weiter verfolgt. Nach einer Evaluation verschiedener Kesseltypen erfolgte der Entscheid zu einem Dreizug-Kessel mit gewelltem Flammrohr für Leichtölfeuerung.

## Revaporisierung
Bei der DLM AG in Winterthur wurde 2018 eine moderne Zwillings-Dampfmaschine bestellt. Deren beide Zylinder, gegenüber in V-Form im 45° Winkel gegen die Vertikale ausgerichtet, wirken auf die unten liegende Kurbelwelle.
Der Einbau des von der Firma BBS GmbH in Freiberg am Neckar hergestellten Kessels (16 bar, 420 °C, 1 Tonne Dampf pro Stunde, automatischer Betrieb) mit Überhitzer erfolgte am 1. Dezember 2018 in Thun. Zu diesem Zeitpunkt hatte die DLM die Dampfmaschine noch nicht fertiggestellt. Die Teile für die neue Zwillingsdampfmaschine waren seit Frühjahr 2019 bereit, der Zusammenbau erfolgte im Juli/August 2019, darauf folgten Tests, am 18. September 2019 wurde die neue Maschine in das erneuerte Schiff eingebaut.
Die Inbetriebnahme war für das Frühjahr 2020 vorgesehen, sie musste wegen der Covid-19-Problematik auf das Jahr 2021 verschoben werden, eine erste Probefahrt erfolgte am 26. Januar 2021.
Das Spiezerli wird seit Februar 2021 mit Fernbedienung der Dampfmaschine ab Brücke gefahren. Am 8. April 2022 fand die offizielle Einweihung des wiedererstandenen Schraubendampfers statt.
Wegen Problemen mit der Elektronik der Fernsteuerung war das Spiezerli von August 2022 bis März 2023 ausser Betrieb. Im April 2023 wurde ein Problem mit einem Ventil festgestellt. Dieses kann frühestens im Herbst behoben werden.